# نهائي كأس إفريقيا للأندية البطلة 1975
نهائي كأس أفريقيا للأندية البطلة 1975 هي النسخة 11 من دوري أبطال أفريقيا . توج هافيا كوناكرى بالكأس للمرة الثانية في تاريخه على حساب إينوغو رينجرز النيجري .

## الفرق
- هافيا كوناكري ( غينيا)
- إينوغو رينجرز ( نيجيريا)

## النهائي

### الذهاب
| هافيا كوناكري | 1–0   | إينوغو رينجرز |
| ------------- | ----- | ------------- |
|               | تقرير |               |

### الإياب
| إينوغو رينجرز | 1–2   | هافيا كوناكري |
| ------------- | ----- | ------------- |
|               | تقرير |               |